# City Hunter (televíziós sorozat)
A City Hunter (hangul: 시티헌터, Sithi hontho) 2011-ben bemutatott dél-koreai akciósorozat, melyet az SBS csatorna vetített I Minho és Pak Minjong főszereplésével. A sorozat Hódzsó Cukasza japán mangaka azonos című képregényén alapszik. A sorozat egy részét Thaiföldön forgatták. A vetítési jogokat nyolc ország vette meg. I Minho az SBS Drama Awardson elnyerte a legjobb sorozatszínész díját ezzel az alakításával, a szöuli ügyészség pedig tiszteletbeli ügyészi címet adományozott a színésznek.

## Történet
1983 októberében a dél-koreai elnököt Burmában meg akarják ölni az észak-koreai ügynökök. A merénylet nem sikerül, a déli kabinet öt tagja azonban úgy véli, ellentámadást kell intézniük és 21 különlegesen képzett katonát küldenek Phenjanba, hogy végezzenek magas rangú észak-koreai tisztviselőkkel. Az akciót időközben azonban lefújja a dél-koreai elnök, tartva a szövetséges államok haragjától. Az öt politikus, akik kitervelték az akciót, elhallgattatják a 21 ügynököt. Egyetlen ügynöknek, I Dzsinphjónak sikerül megmenekülnie, úgy, hogy legjobb barátja lenyomja a víz alá és saját testével fogja fel a golyót. Dzsinphjo bosszút esküszik, és terve részeként elrabolja legjobb barátja újszülött kisfiát, hogy sajátjaként nevelje fel. Thaiföldön rejtőzik el a gyerekkel és kiváló harcost nevel belőle, miközben drogbáróként hatalmas vagyonra tesz szert. Felnővén Junszong a Massachusetts Institute of Technology-n végez PhD-vel az információs technológia területén és elismert szakemberként felvételt nyer a Kék Ház IT-osztályára. Nevelőapjával közösen megpróbálják felkutatni azt az öt férfit, akik annak idején elrendelték a különleges osztag megölését. Egyenként számolnak le a korrupt politikusokkal, a lakosság pedig elnevezi a titokzatos „bűnvadászt” City Hunternek („városi vadász”). Csakhogy Junszong tökéletes tervei veszélybe kerülnek, amikor a férfi beleszeret az elnök testőrnőjébe, Kim Nanába, akinek figyelméért a City Hunter ügyében nyomozó ügyész, Kim Jongdzsu is harcol. Ráadásul Junszong nem ért egyet nevelőapja véres leszámolásával, hisz az igazságszolgáltatásban és az ügyészségnek akarja leszállítani a bűnösöket, emiatt végül nem csak az ellenfelekkel, de nevelőapjával is kénytelen szembeszállni, miközben megpróbálja elkerülni, hogy bárkit is meg kelljen ölnie.

## Szereplők
- 이윤성 I Junszong: I Minho
- 김나나 Kim Nana: Pak Minjong
- 이진표 I Dzsinphjo: 김상중 Kim Szangdzsung
- 김영주 Kim Jongdzsu: 이준혁 I Dzsunhjok

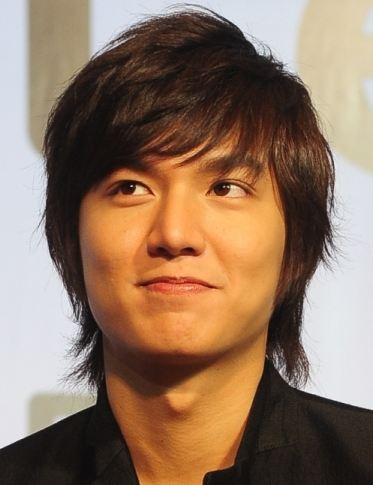
I Minho
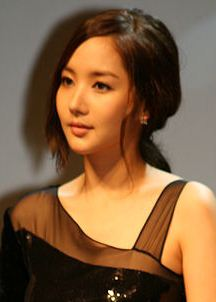
Pak Minjong